# Miss Universo 2004
Miss Universo 2004 foi a 53° edição do concurso Miss Universo, realizada em 1 de junho de 2004 no Centro de Convenciones CEMEXPO, em Quito, Equador. A australiana Jennifer Hawkins derrotou concorrentes de demais 79 países e foi coroada por sua antecessora, a dominicana Amelia Vega, Miss Universo 2003. Hawkins foi a segunda vencedora australiana, 32 anos depois de Kerry Anne Wells, Miss Universo 1972. Foi também a primeira coroada loira desde Angela Visser, da Holanda, em 1989.
As candidatas chegaram em Quito em 12 de maio de 2004 e participaram durante três semanas de eventos, das provas dos figurinos e das competições preliminares antes da grande final televisada. Os eventos ocorreram em Quito, Guayaquil, Cuenca e Riobamba. Um grupo de candidatas também viajou até às Ilhas Galápagos com a Miss Universo reinante, Amelia Vega.

## Cidade anfitriã
Quito foi ratificada como cidade anfitriã do concurso em 19 de agosto de 2003. A cidade pagou US$5 milhões pelo direito de sediar o evento, embora já fosse de conhecimento público que a edição de 2004 seria no Equador,que foi anunciado como sede durante a transmissão do concurso do ano anterior no Panamá.
Em março o ministro do Comércio Estrangeiro do Equador foi forçado a rejeitar boatos de que o concurso estava em risco de ser transferido para a China, e incentivou os equatorianos a apoiar o concurso. Como um incentivo adicional para turistas que fossem ao país, a American Airlines, transportadora oficial do concurso, deu 5% de desconto para quem fosse a Quito para durante a realização do evento, e posteriormente 10% para aqueles que se registraram com um mês de antecedência. As ameaças da remoção da sede quase se concretizaram dias antes do concurso, quando um escândalo de corrupção aumentou o apoio para a deposição do presidente Lucio Gutiérrez deixando o país em uma situação políca instável.
Antes da chegada das candidatas, no começo de maio, as autoridades de Quito tentaram fazer uma limpeza nas áreas que estariam sendo visitadas, além de remover por alguns dias os moradores de rua da cidade. Ação similar ocorreu em Bangkok, na  Tailândia, antes do Miss Universo 1992 e em Manila, Filipinas, antes do Miss Universo 1994. Vários protestos foram organizados por ativistas e ecologistas que acusaram o governo de esconder a pobreza do país durante a realização do concurso.
As candidatas, os jurados, a imprensa e os turistas foram fortemente protegidos por um mega esquema de segurança que envolvia mais de 5000 policiais. Em 16 de maio, alguns dias antes da chegada das candidatas em Cuenca, uma bomba caseira foi desativada por policiais. Embora também protestassem contra as políticas econômicas do governo equatoriano, os policiais suspeitaram que a explosão da bomba, encontrada a apenas seis quadras da rota da parada das misses estivesse cronometrada especificamente para coincidir com o evento.

## Evento
Desde o início da competição, quatro candidatas tornaram-se favoritas da imprensa e dos especialistas: A Miss USA Shandi Finnessey que posteriormente seguiria carreira como apresentadora de televisão; a dona da casa Miss Equador Suzana Rivadeneira; Miss Venezuela Anna Karina Añez e Miss Ucrânia Akelsandra Nikolayenko. A norte-americana parecia ser "a miss a ser batida"; alta, loira, simpática e carismática, Shandi tinha tudo para se tornar a oitava Miss Universo dos Estados Unidos. Uma candidata porém, roubou a cena em Quito: A australiana Jennifer Hawkins, que foi uma das últimas a chegar, Hawkings era contratada da Elite Models e que jamais havia disputado qualquer concurso de beleza na vida – Devido a uma mudança de donos de franquia,a Austrália não teve concurso nacional naquele ano e ela foi escolhida por um casting – fazia a sua primeira viagem internacional, e sua vivacidade, espontaneidade e beleza natural a tornaram umas das cinco principais favoritas à coroa. . A Miss Israel passou despercebida entre os jurados e a mídia, mas poucos anos depois Gal Gadot seguiria uma carreira consolidada de atriz interpretando Gisele Yashar na série Velozes e Furiosos e posteriormente a Mulher Maravilha em diversos filmes do Universo Cinematográfico da DC Comics.
O Top 15 foi formado por Porto Rico, Noruega, Trinidad & Tobago, Equador, Índia, Austrália, Angola, Jamaica, Colômbia, Suiça, Costa Rica, Chile, Paraguai, México e EUA; surpreendentemente para os observadores, duas favoritas,Ucrânia e Venezuela foram eliminadas. E assim pela primeira vez em 22 anos,uma Miss Venezuela não conseguia se classificar como uma das semifinalistas. A Costa Rica classificou-se pela primeira vez às semifinais desde 1954, o que teve um sabor de vitória em seu país; A  surpreendente classificação da equatoriana Suzana Rivedeneira foi uma festa, já que apenas uma vez uma candidata do país havia chegado às semifinais, em 1981.
Depois do desfile em traje de noite, o Top 10 foi anunciado e trouxe mais surpresas, com a classificação de Porto Rico, Costa Rica, Trinidad & Tobago, EUA, Jamaica, Paraguai, Equador, Índia, Austrália e Colômbia. Nenhuma europeia passou para esta fase, incluindo uma das favoritas, Miss Noruega Katrine Sørland. A seguir o desfile em traje de banho e apenas cinco candidatas continuaram na disputa: Quatro das Américas: EUA, Paraguai, Porto Rico e Trinidad & Tobago. e apenas 1 da Oceania: Austrália.
O final do concurso viu  Trinidad & Tobago em quinto lugar,o Paraguai conseguindo o melhor resultado de sua história no concurso um quarto lugar, Porto Rico em terceiro, Estados Unidos em segundo e Jennifer Hawkins conquistando pela segunda vez a coroa de Miss Universo para a Austrália. Hawkins quebrou vários padrões de concursos de beleza: ela era completamente natural, real e sem treinamento. Sua preparação como miss era praticamente nenhuma, já que nunca havia disputado um concurso de beleza antes. Sua eleição pareceu, à época, a chegada de uma nova era aos concursos de beleza. Ela tornou-se uma das maiores Miss Universo de todos os tempos e viajou por todo mundo representando a organização e seus ideais. Sua vitória causou um frenesi na Austrália, onde virou uma celebridade instantânea e é até hoje uma das mulheres mais famosas do país, e já no ano seguinte,o Miss Austrália voltou a ser realizado e o país retornou a figurar entre uma das potências do concurso,sempre apresentando candidatas que sempre se posicionam entre as favoritas – nos dez anos seguintes a coroação de Hawkins,a Austrália conseguiu 6 classificações, chegando quatro vezes a estar entre as cinco finalistas.

## Resultados

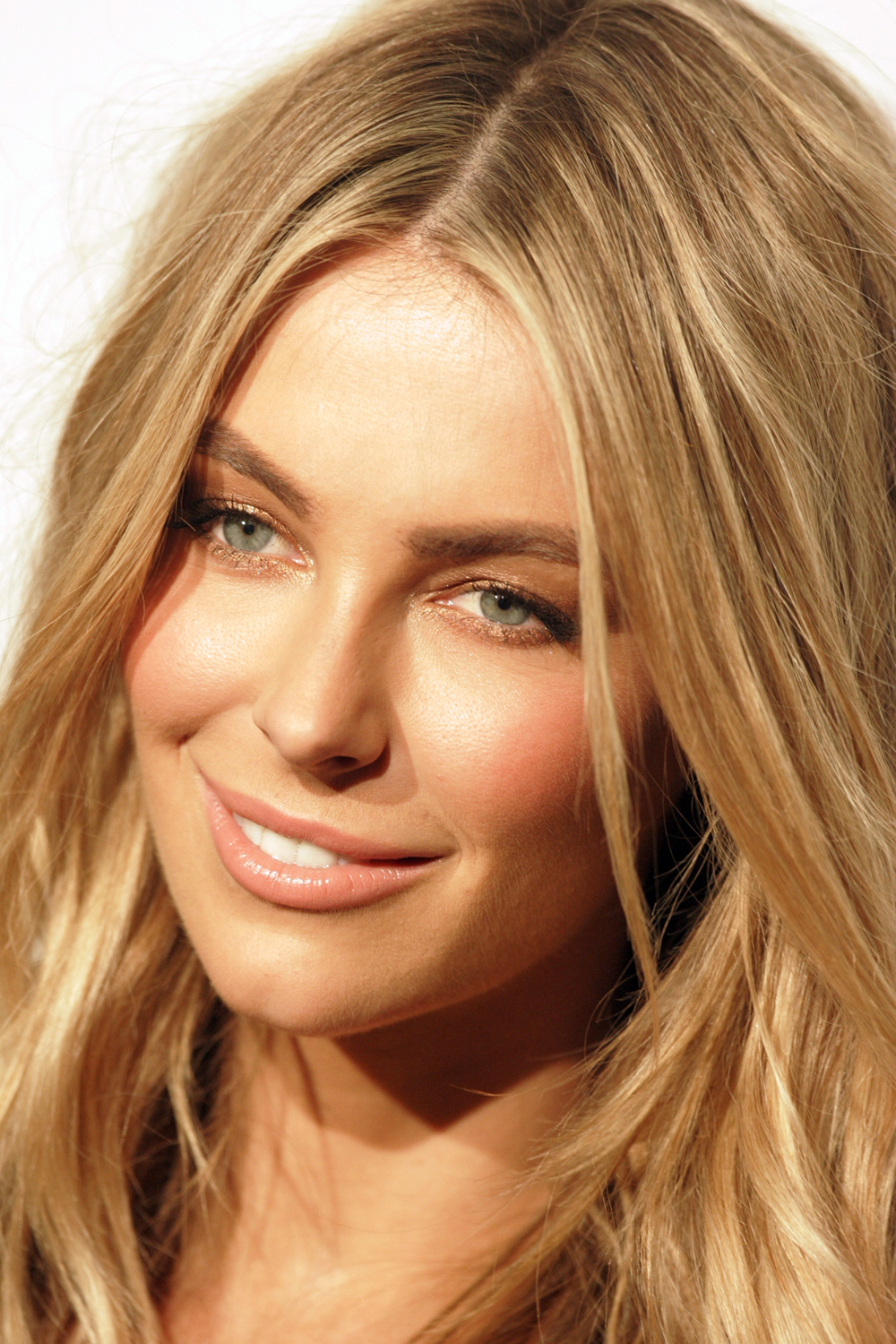
Jennifer Hawkins, Miss Universo 2004.

| Colocação                | Candidata                                                                    | País                                              |
| ------------------------ | ---------------------------------------------------------------------------- | ------------------------------------------------- |
| Miss Universo 2004       | Jennifer Hawkins                                                             | Austrália                                         |
| 2º lugar                 | Shandi Finnessey                                                             | Estados Unidos                                    |
| 3º lugar                 | Alba Reyes                                                                   | Porto Rico                                        |
| 4º lugar                 | Yanina González                                                              | Paraguai                                          |
| 5º lugar                 | Danielle Jones                                                               | Trinidad & Tobago                                 |
| Semifinalistas (Top 10): | Catherine Daza Susana Rivadeneira Christine Straw Tanushree Dutta Nancy Soto | Colômbia · Equador · Jamaica · Índia · Costa Rica |
| Semifinalistas (Top 15): | Kathrine Sørland Gabriela Barros Bianca Sissing Rosalva Luna Telma Sonhi     | Noruega · Chile · Suíça · México · Angola         |
| Premiações especiais     |                                                                              |                                                   |
| Miss Fotogenia           | Alba Reyes                                                                   | Porto Rico                                        |
| Miss Simpatia            | Laia Manetti                                                                 | Itália                                            |
| Melhor Traje Típico      | Jessica Rodriguez                                                            | Panamá                                            |

## Candidatas
Em negrito, a candidata eleita Miss Universo 2004. Em itálico, as semifinalistas.
| - África do Sul - Joan Ramagoshi - Alemanha - Shermine Sharivar - Angola - Telma Sonhi (SF) - Antígua e Barbuda - Ann-Marie Brown - Aruba - Zizi Lee - Austrália - Jennifer Hawkins (1°) - Áustria - Daniela Strigl - Bahamas - Raquel Simone Horton - Barbados - Cindy Baston Maizz - Bélgica - Lindsy DeHollander - Belize - Leilah Pandy - Bolívia - Gabriela Oviedo Sarrete - Brasil - Fabiane Niclotti † - Bulgária - Ivelina Petrova - Canadá - Venessa Fisher - Chile - Gabriela Barros (SF) - China - Meng Zhang - Chipre - Nayia Iacovidou - Cingapura - Sandy Chua - Colômbia - Catherine Daza Manchola (F) - Coreia do Sul - Yun-yong Choi - Costa Rica - Nancy Soto (F) - Croácia - Marijana Rupcic - Curaçao - Angeline da Silva de Goes - Dinamarca - Tina Christensen - Egito - Heba El-Sisy (FTT) - El Salvador - Gabriela Mejía - Equador - Susana Rivadeneira (F, FTT) - Eslovénia - Sabina Remar - Espanha - María Jesús Ruiz Garzón - Estados Unidos - Shandi Finnessey (2°, FTT) - Estónia - Sirle Kalma - Etiópia - Ferehyiwot Abebe - Filipinas - Maricar Balagtas - Finlândia - Mira Salo - França - Lætitia Bléger - Gana - Minaye Donkor - Geórgia - Nino Murtazashvilli - Grécia - Valia Kakouti - Guatemala - Marva Weatherborn | - Guiana - Odessa Phillips - Hungria - Blanka Bakos - Ilhas Caimã - Stacey-Ann Kelly - Índia - Tanushree Dutta (F, FTT) - Irlanda - Cathriona Duignam - Israel - Gal Gadot - Itália - Laia Manetti (MS) - Jamaica - Christine Renée Straw (F) - Japão - Eri Machimoto - Líbano - Marie-José Hnein - Malásia - Andrea Fonseka - México - Rosalva Luna (SF, 2° TT) - Nicarágua - Marifely Argüello - Nigéria - Anita Queen Uwagbale - Noruega - Katrine Sørland (SF) - Países Baixos - Linsday Grace Pronk - Panamá - Jéssica Rodríguez (TT) - Paraguai - Yanina González (4°) - Peru - Liesel Holler - Polônia - Paulina Panek - Porto Rico - Alba Reyes (3°, MF, FTT) - Quênia - Anita Maina - República Dominicana - Larissa Fiallo - República Eslovaca - Zuzana Dvorska - República Tcheca - Lucie Váchová - Rússia - Ksenia Kustova - São Vicente e Granadinas - Laferne Fraser - Sérvia e Montenegro - Dragana Dujovic - Suécia - Katarina Wigander - Suíça - Bianca Sissing (SF) - Tailândia - Morakot Kittisara - Taipé Chinesa - Janie Hsieh (Yu-Chen Hsieh) - Trinidad e Tobago - Danielle Jones (5°, 3° TT) - Turcas e Caicos - Shamara Ariza - Turquia - Fatos Segmen - Ucrânia - Aleksandra Nikolayenko - Uruguai - Nicole Dupont Giglio (FTT) - Venezuela - Ana Karina Áñez (FTT) - Vietnã - Hoang Ngoc |

## Jurados[31]
- Bo Derek – atriz de cinema
- Wendy Fitzwilliam – Miss Universo 1998
- Petra Nemcova - supermodelo da Sports Illustrated
- Elsa Benitez – supermodelo
- Jefferson Pérez – primeiro  equatoriano a ser campeão olímpico.Jefferson ganhou a prova dos 20 km da marcha atlética nos Jogos Olímpicos de Verão de 1996.
- Anne Martin – vice-presidente  Global do Braço de Cosméticos da  Procter & Gamble
- Katie Pritz – vencedora do concurso "You Be The Judge" do Today Show
- Bill Rančić – vencedor da primeira edição de The Apprentice
- Jon Tutolo – presidente da Trump Model Management
- Emilio Estefan,Jr – músico e produtor artístico

## Fatos
- A exclusão da Miss Ucrânia Aleksandra Nikolayenko do Top 15 pelo júri preliminar do concurso causou uma grande polêmica em Quito. Uma das mais cotadas para o título durante os dias que antecederam o evento, sua eliminação causou revolta até no dono da Miss Universe Organization, Donald Trump, que a partir daí determinou que o júri preliminar passaria a escolher apenas nove das quinze semifinalistas enquanto a organização escolheria as outras seis.[15] Anos depois, Aleksandra se tornaria diretora e organizadora do Miss Ucrânia Universo.[32] Sob sua direção, a Ucrânia faria 3 Top 5 em 2010, 2011 e 2014, tornando-se a nação europeia mais bem sucedida no MU do período.[14]
- Kwame Jackson, segunda colocada da segunda edição de The Apprentice, foi escolhida inicialmente como jurada, mas foi desqualificada pois visitou inadvertivelmente o hotel onde as candidatas permaneciam e conversou com algumas delas.[33]
- Dez das semifinalistas do Top 15 eram das Américas.[14]
- Zita Galgociova foi a vencedora do Miss Eslováquia,[34] porém não pode representar o país no Miss Universo por ser menor de idade, sendo substituída pela segunda colocada Zuzana Dvorska.